# Tjeerd Veenhoven
Tjeerd Veenhoven  (geboren 16 mei 1976) is een Nederlandse industrieel ontwerper. Hij woont en werkt in de stad Groningen. Van 1994 tot 1997 heeft hij aan de Academie Minerva in Groningen gestudeerd en vervolgens van 1998 tot 2000 aan de Hogeschool voor de Kunsten in Arnhem (3D-design). Zijn specialisme is het onderzoeken en ontwerpen van waardeketens, van grondstof tot product en consumentenervaring.
Door het verhitten, smelten, combineren en uit elkaar halen van bestaande materialen ontstaan nieuwe vormen, constructies, en functionaliteiten. Onder andere experimenteert hij met zogenaamde schuimtegels (Engels: foamtiles), waarbij hij kunststof (piepschuim) verhit en comprimeert, waardoor een harde toplaag ontstaat. Tijdens dit proces kan de tegel bedekt worden met stof, bijvoorbeeld kant, waardoor decoratieve patronen ontstaan. Deze tegels zijn licht van gewicht, hebben een hoge isolatiewaarde en kunnen zowel op wanden als op vloeren aangebracht worden.
De tentontwerpen die Veenhoven maakt zijn populair op festivals en tentoonstellingen. Daarnaast maakt hij meubels en richt zich op het ontwerpen van tentoonstellingsruimten, bijvoorbeeld voor architecten.

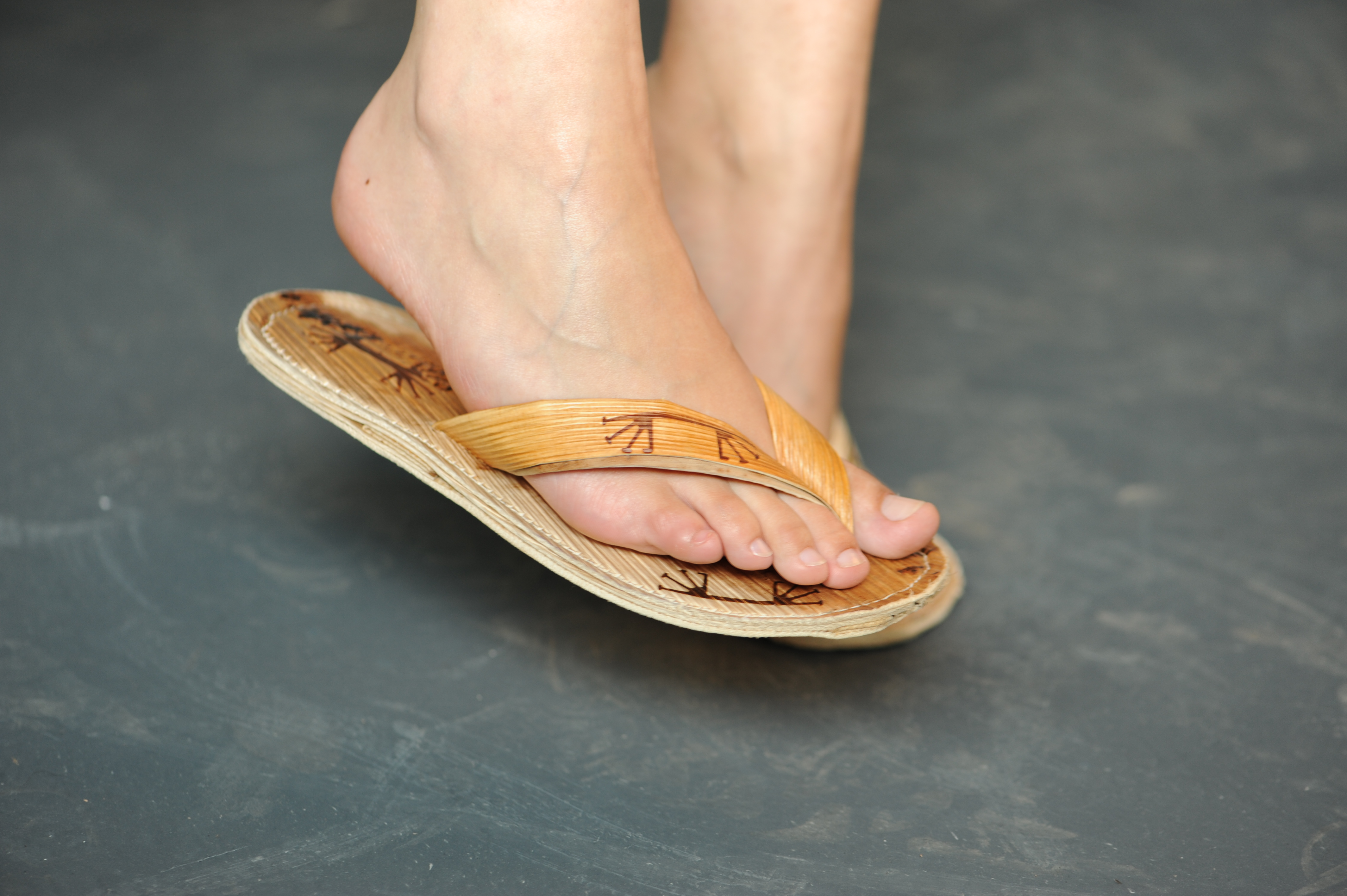
Palmleren slippers (winnaar aanmoedigingsprijs Materiaalprijs 2011)

In 2011 won Veenhoven met zijn palmleren slippers de aanmoedigingsprijs van de Materiaalprijs 2011 van de Stichting DOEN. Deze slippers zijn gemaakt van het blad van de Arecapalm. Dit blad is sterk en flexibel. Veenhoven weekt het blad in een mix van biologische grondstoffen, waarna het gedroogd wordt; na het drogen blijft het blad soepel en sterk. Veenhoven presenteert de palmleren slippers als alternatief voor leren of plastic slippers, waarbij de palmleren slippers ook aan te schaffen zijn door armere bevolking in Ontwikkelingslanden. Veenhoven brengt zijn kennis van het productieproces over naar India waar hij meer producten van palmleer ontwikkelt voor zowel de lokale als de westerse markt.

## Tentoonstellingen en opdrachten
Een keuze:
- 2000 Smart Textiles, TU Delft
- 2001 Met dank aan..., CBK Groningen
- 2001 Presentatie op de Kampeer-RAI, Amsterdam
- 2002 Sidekicks, Milaan, Italië
- 2002 Via Milano, Galerie Baby, Amsterdam
- 2002 Vrienden van..., Arti, Amsterdam
- 2002 Interior02, Kortrijk, België
- 2003 TryOut, Galerie Vivid, Rotterdam
- 2003 The Puffinclub op Salone del Mobile, Milaan, Italië
- 2003 Galerie Lungomare, Bolzano, Italië
- 2003 Dag van de Architectuur, Groningen
- 2004 Luxe Nomaden, CBK Gelderland
- 2005 Dutchspot op Salone del Mobile, Milaan, Italië
- 2007 Salone del Mobile, Milaan, Italië

## Galerij

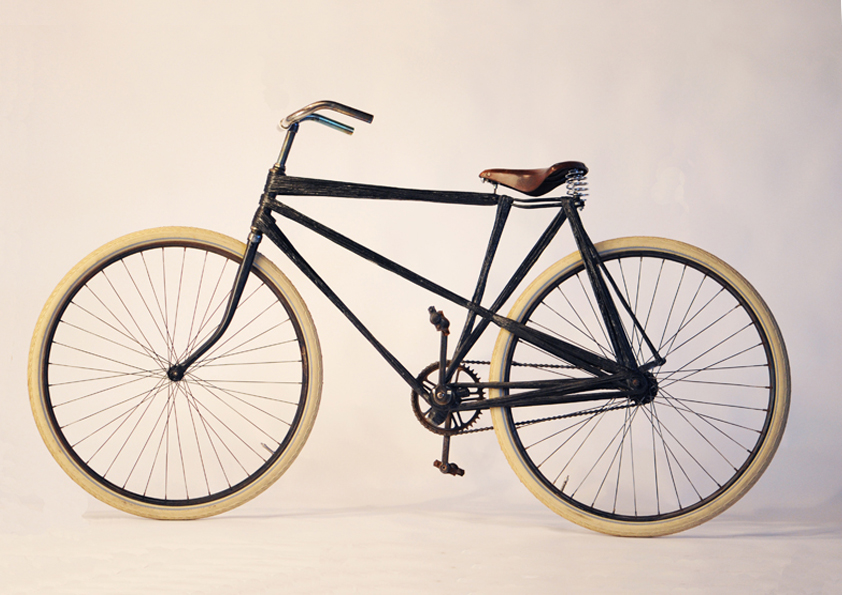
Carbon Strand Bike; koolstofvezels worden gebruikt om de verschillende fietsonderdelen aan elkaar te bevestigen op een manier die in een regulier frame niet mogelijk is
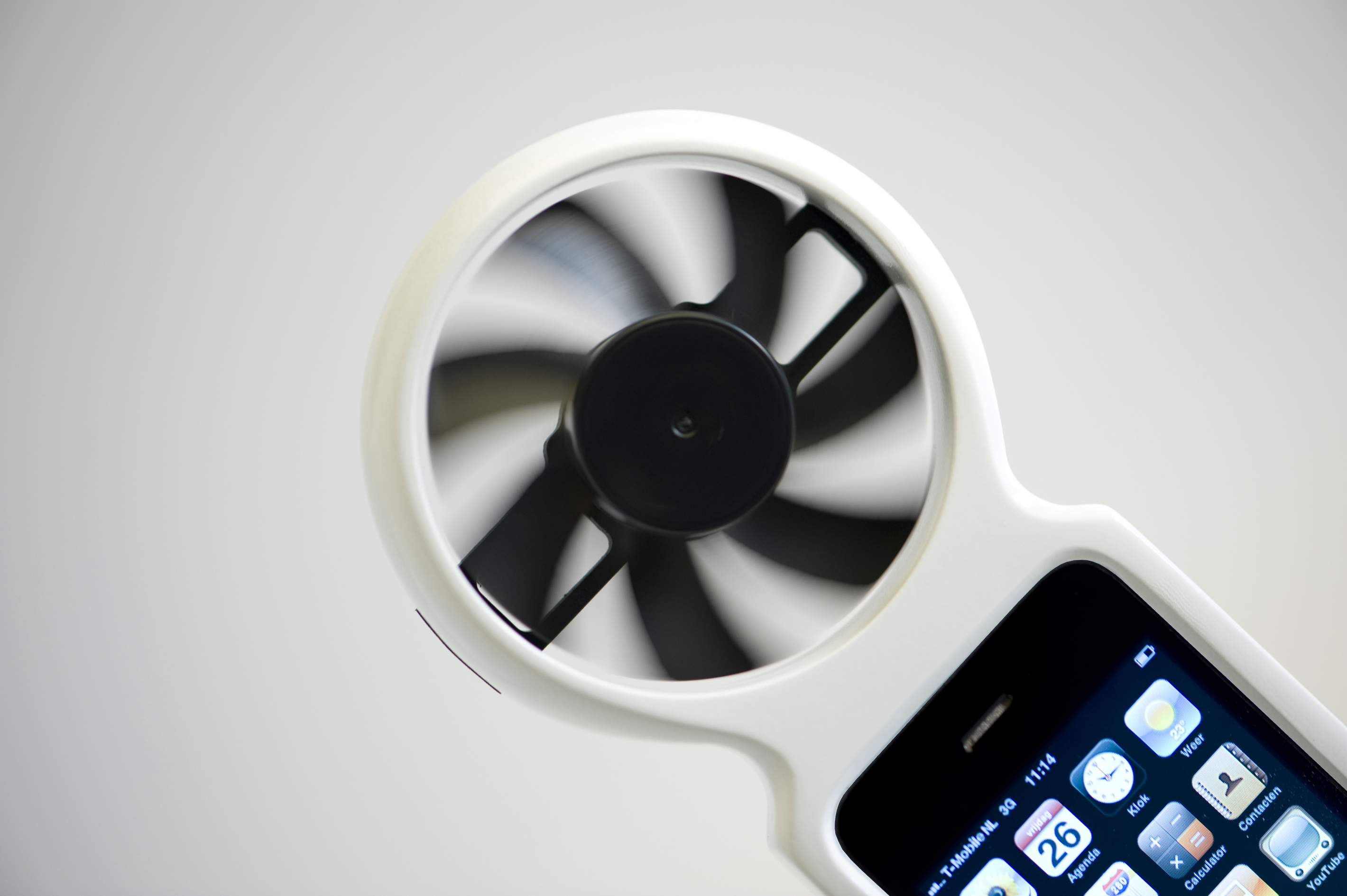
iFan, te bevestigen aan het stuur van een fiets, waarmee een iPhone opgeladen kan worden; prototype om windenergie te promoten
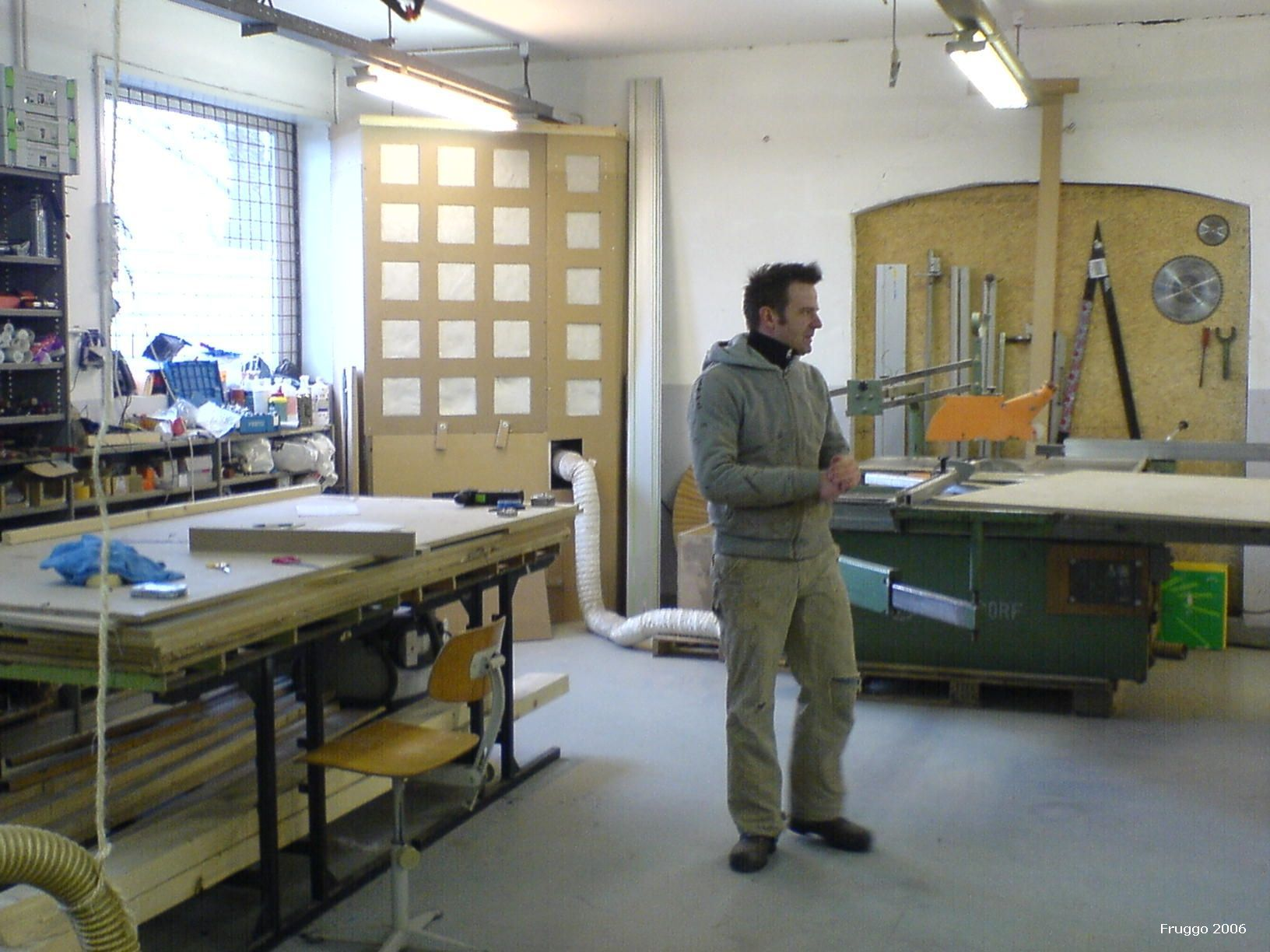
Veenhoven in zijn atelier, maart 2006